# Stolnica v Rossanu
Stolnica v Rossanu (italijansko Duomo di Rossano, Cattedrale di Maria Santissima Achiropita) je rimskokatoliška stolnica v Rossanu v frazionu Corigliano-Rossano v Kalabriji v južni Italiji. Cerkev je posvečena Blaženi Devici Mariji kot Maria Santissima Acheropita. Je sedež nadškofa Rossano-Cariati, prej pa je bila sedež škofov in nadškofov Rossano.

## Zgodovina in opis
Stolnica je bila zgrajena v 11. stoletju, v 18. in 19. stoletju pa je bila obsežno prezidana. Ima osrednjo ladjo in dve stranski ladji, ki se zaključujeta s tremi apsidami. Zvonik in krstilnik sta iz 14. stoletja, ostale umetnine in oprema pa iz 17. in 18. stoletja.

## Maria Santissima Acheropita
Stolnica hrani starodavno podobo Madone Acheropita, podobo Madone z otrokom, ki naj bi bila odkrita v ometu stolnice in ni bila naslikana s človeško roko, ki je datirana nekje med približno 580 in prvo polovico 8. stoletja.

## Rossanski evangeliji
Leta 1879 so v zakristiji odkrili Codex Purpureus Rossanensis (»Rossanski evangeliji«), grški evangeliar iz 5. ali 6. stoletja bližnjevzhodnega izvora (verjetno Antiohija), ki ga je v Rossano verjetno prinesel menih, ki se je zatekel pred arabskimi vdori na Bližnji vzhod v 9. in 10. stoletju.
Rokopis obsega 188 listov pergamenta, obarvanega vijolično, ki vsebuje evangelija po Mateju in Marku ter Epistula ad Carpianum (pismo Evzebija iz Cezareje kristjanu po imenu Carpianus). Čeprav je poškodovan in anonimen, je rokopis morda najbolj reprezentativno pričevanje bizantinskih povezav Rossana. Besedila so napisana z zlatim in srebrnim črnilom, s 15 miniaturami, ki prikazujejo najpomembnejše trenutke Jezusovega življenja in oznanjevanja.